# Scarabaeus cognatus
Scarabaeus cognatus is een keversoort uit de familie bladsprietkevers (Scarabaeidae). De wetenschappelijke naam van de soort werd voor het eerst geldig gepubliceerd in 1901 door Péringuey.